# Lusthaus (Köln)

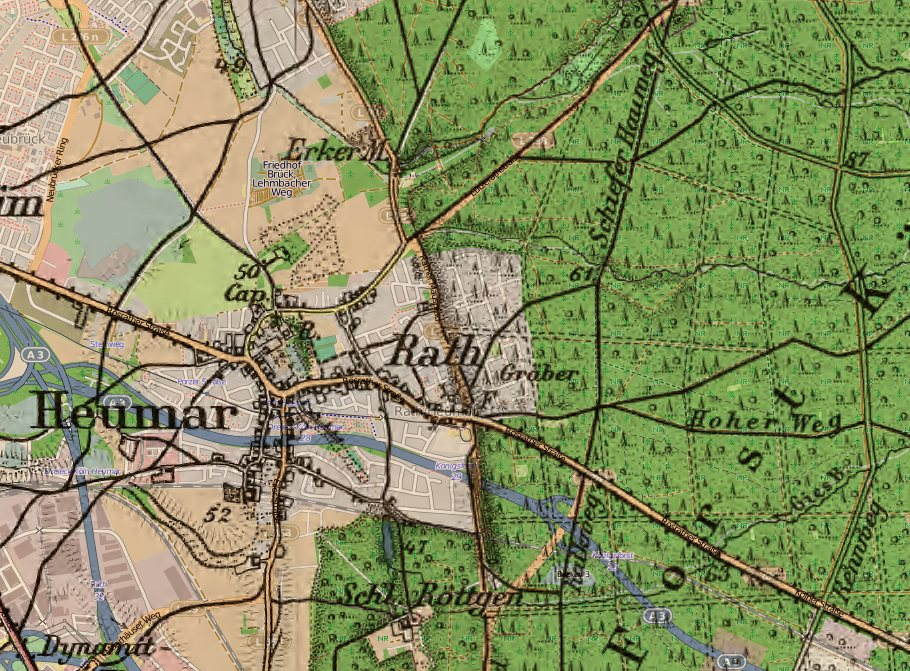
Karte von 1893, überlagert von OSM-Karte von 2012

Das Lusthaus war ein Herrensitz im rechtsrheinischen Kölner Stadtteil Rath/Heumar.

## Lage

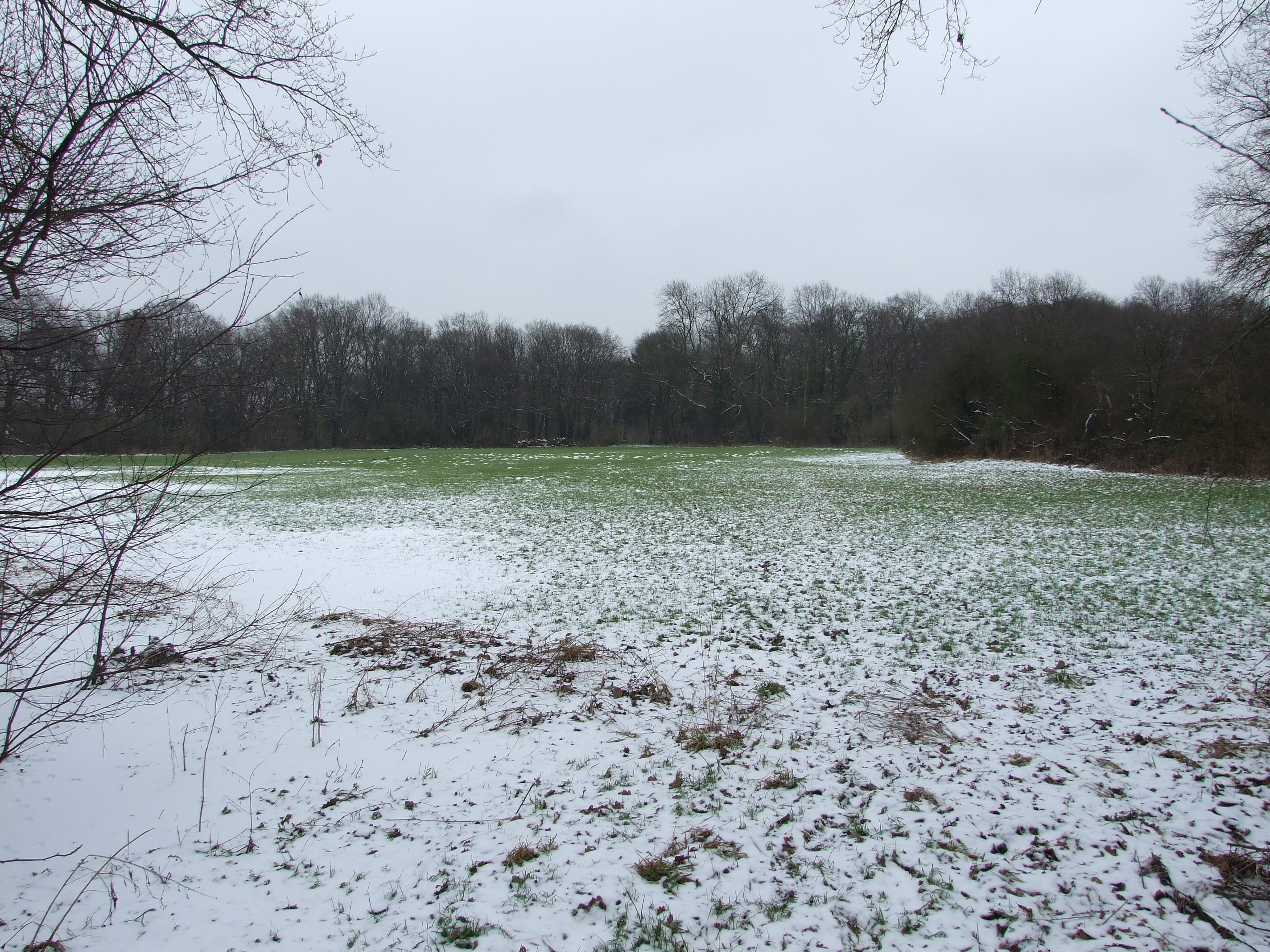
Blick vom Rather Kirchweg in Richtung des früheren Lusthauses

Die kleine Anlage in der Art eines Lustschlösschens lag rund 400 Meter nördlich von Burg Rath, etwa 150 Meter zur Rechten des Rather Kirchweg, der diese mit der Katholischen Pfarrkirche St. Gereon in Merheim verband (in der Karte nördlich von Heumar, rechts der Zahl 50, oberhalb Cap). Nur 100 Meter weiter zweigt der Lehmbacher Weg ab. Einer der zahlreichen Wasserläufe, die aus dem Königsforst kommend durch die Felder zogen, speiste aus Richtung der Erker-Mühle die früheren Gräben der Anlage. Das in der Örtlichkeit noch nachvollziehbare Areal umfasst etwa drei Hektar.
Zum Zeitpunkt ihrer voraussichtlichen Nutzung war der Blick von der Anlage nach Köln und zu dem dortigen Dom noch unverbaut, so dass hierin und in der Art der Anlage ihr Zweck gesehen werden kann.

## Geschichte und Überreste

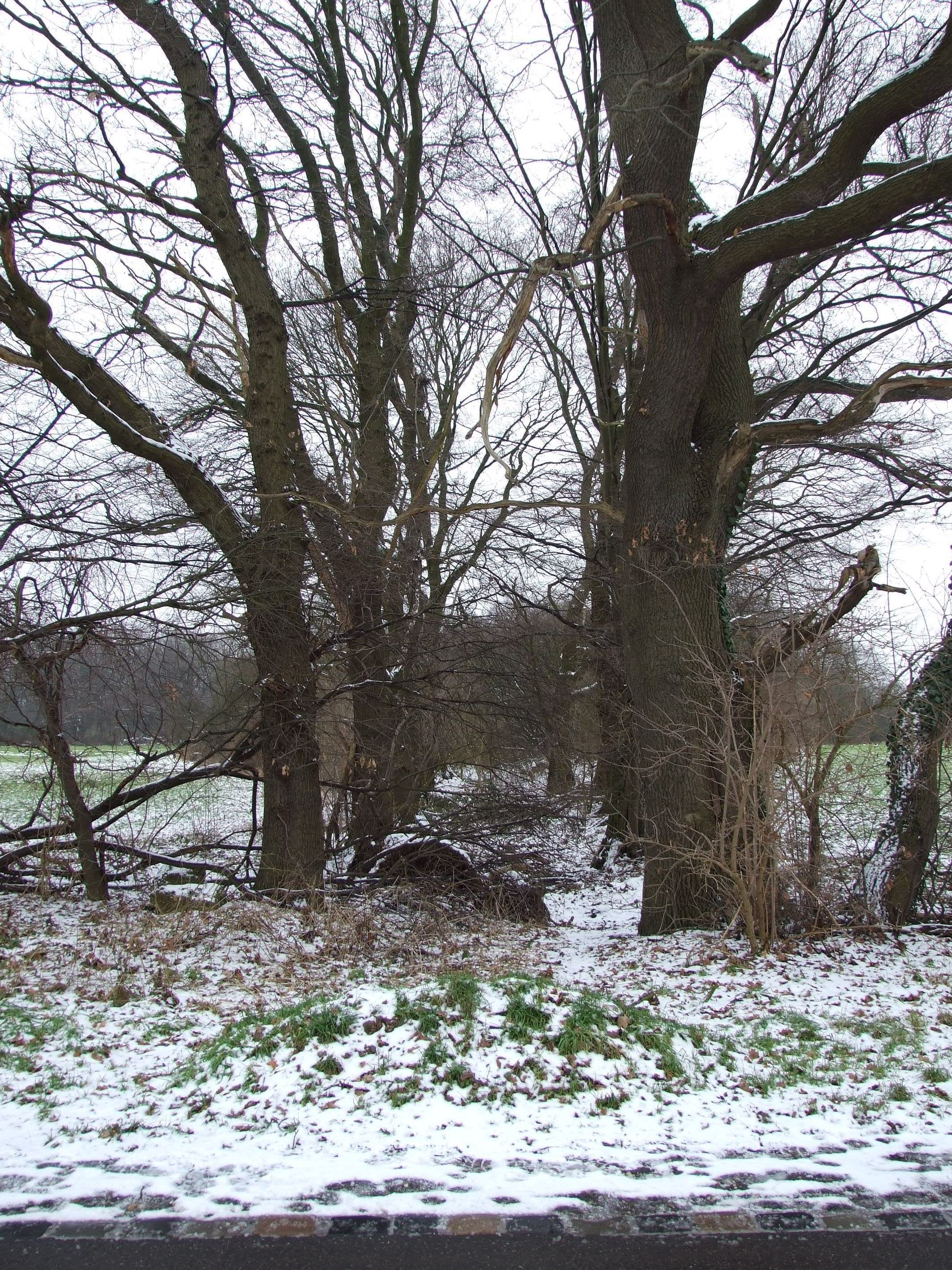
Allee entlang der Zuwegung vom Rather Kirchweg

Zur Geschichte des Lusthauses ist nur wenig überliefert. Bendel erwähnt Mitte der 1920er Jahre noch aufzufindende Reste des Wassergrabens und eines Turmes. Die Karte des Herzogtums Berg von C. F. Wiebeking aus dem Jahr 1790 verzeichnete das Lusthaus bereits, allerdings ohne Benennung. Auf der 1893 im Rahmen der Preußischen Neuaufnahme herausgegebenen Topographischen Karte ist die Anlage noch mit mehreren Gebäudeteilen und zugehörigen Gärten eingezeichnet.
Der Standort des „Lusthauses“ ist nicht direkt einsehbar und heute mit Bäumen dicht bestanden. Er ist Teil des als Geschützter Landschaftsbestandteil (LB 8.07) ausgewiesenen Biotops „Am Lusthaus“. Der Zwischenraum zum Rather Kirchweg ist noch heute ungenutzt bzw. Weideland.
Am Anfang des Rather Kirchwegs (hinter Hausnummer 16) entsteht ab Ende 2013 ein Neubaugebiet mit 31 Einfamilienhäusern. In der 36. Sitzung der Bezirksvertretung Kalk vom 28. November 2013 wurde beschlossen, die neue Planstraße nach der anschließenden Flurbezeichnung – Am Lusthaus – zu benennen.